# Pablo Aimar
Pablo César Aimar Giordano (Río Cuarto, 3 novembre 1979) è un allenatore di calcio ed ex calciatore argentino, di ruolo centrocampista, vice commissario tecnico della nazionale argentina.
Soprannominato El Payaso (in italiano "il pagliaccio") o El Mago (in italiano "il mago"), è considerato come uno dei maggiori talenti della storia del calcio argentino.

## Caratteristiche tecniche
(Diego Armando Maradona)
Centrocampista offensivo di piede destro, aveva nel dribbling e nell'ultimo passaggio le sue qualità migliori. Noto per le sue giocate ed il suo estro, ha ricevuto il plauso da diversi calciatori di fama mondiale, tra cui Lionel Messi, che lo dichiarò pubblicamente come uno dei suoi idoli calcistici.

## Carriera

### Giocatore

#### Club

##### Inizi e River Plate
Dopo aver mosso i primi passi nell'Estudiantes de Río Cuarto, nel 1993 entra nel settore giovanile del River Plate. Esordisce in prima squadra nel 1996, mentre il primo gol lo mette a segno due anni dopo. Con la maglia dei Millonarios gioca fino al 2000, vincendo cinque campionati (Apertura 1996, Clausura 1997, Apertura 1997, Apertura 1999, Clausura 2000) e la Supercoppa Sudamericana nel 1997.

##### Valencia
Accostato al Barcellona nell'estate del 2000, il 31 gennaio 2001 viene acquistato invece dal Valencia di Héctor Cúper per circa 21 milioni di euro. Nella prima stagione a Valencia raggiunge subito la finale di Champions League, persa ai rigori contro il Bayern Monaco allo Stadio Giuseppe Meazza di Milano.
L'anno successivo, sotto la guida del nuovo tecnico Rafael Benítez, Aimar diventa titolare fisso del centrocampo insieme a Rubén Baraja e David Albelda, giocando spesso da trequartista. Nella stagione 2001-2002 vince con il Valencia il campionato spagnolo, per poi raggiungere l'apice della sua carriera nella stagione 2003-2004, vincendo nuovamente la Liga, la Coppa UEFA ai danni del Marsiglia e la Supercoppa UEFA contro i campioni d'Europa del Porto. Nel Valencia Aimar gioca in seguito altre due stagioni, concludendo l'esperienza nel club con 34 reti in 216 presenze.

##### Real Saragozza
Il 29 luglio 2006 viene acquistato dal Real Saragozza per 11 milioni di euro. La squadra spagnola era composta da una forte matrice argentina, con la presenza in squadra all'arrivo di Aimar dei connazionali D'Alessandro, Gabriel e Diego Milito.
Dopo una prima stagione di buon livello, condita da 5 reti in 32 presenze, nella seconda non riesce ad evitare la retrocessione della squadra, concludendo l'ultima annata nel club con nessuna rete all'attivo.

##### Benfica
(Aimar)
Inizialmente vicino al Newcastle, viene convinto da Rui Costa, divenuto direttore sportivo del Benfica dopo aver appeso le scarpe al chiodo, a firmare per il club lusitano. Il 17 luglio 2008 passa così per la cifra di 6,5 milioni di euro al club portoghese, con un contratto valevole sino al 2012. Qui ritrova durante la prima stagione Quique Sanchez Flores, suo allenatore durante l'ultimo anno nel Valencia. Con il Benfica Aimar torna a giocare ad alti livelli vincendo il campionato portoghese nel 2009-2010 e quattro Coppe di Lega consecutive dal 2009 al 2012.

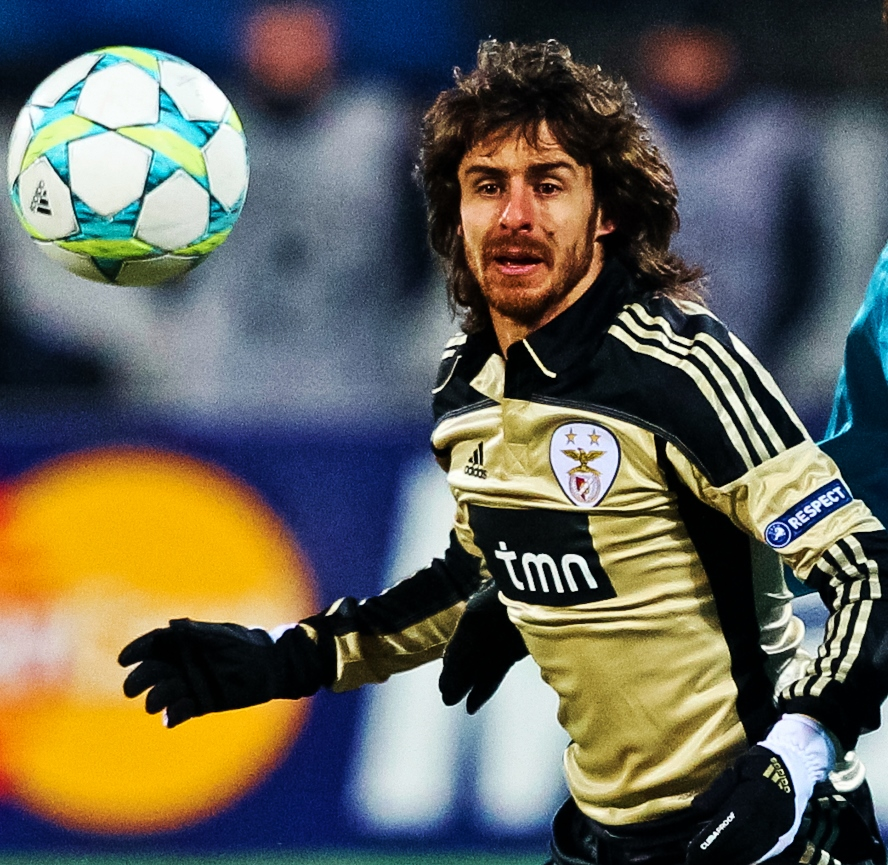
Aimar nel 2012 durante una partita di Champions League contro lo Zenit.

Dopo tali successi, la società portoghese in comune accordo con il calciatore rinnovano il contratto per un ulteriore anno. Tuttavia nella stagione 2012-2013 Aimar non riesce a replicare le grandi prestazioni degli anni precedenti, concludendo l'annata con nessuna rete all'attivo.
Il 30 giugno 2013 termina così il secondo contratto con le Aquile ed Aimar rimane svincolato.

##### Johor Darul Ta'zim
Il 14 settembre 2013 viene ingaggiato dal Johor, club militante nella Malaysia Super League, firmando un contratto di due anni con opzione per altri tre anni. Il 24 aprile 2014, per i troppi infortuni che lo costringono a saltare molte gare di campionato, gli viene rescisso il contratto.

##### River Plate ed Estudiantes (RC)
Il 6 gennaio 2015 ritorna in patria vestendo nuovamente la maglia del River Plate dopo 15 anni. A febbraio subisce un grave infortunio alla caviglia, che lo tiene fuori per molti mesi. Il 15 luglio annuncia di voler lasciare il calcio giocato a causa dei troppi infortuni, concludendo così il ritorno nel club di Buenos Aires con soli 15 minuti giocati.
Tre anni dopo, il 23 gennaio 2018, torna a giocare un match ufficiale nella coppa nazionale con la maglia dell'Estudiantes de Río Cuarto, squadra del quartiere di Cordoba dove è nato. La gara coincide altresì con la sua ultima partita in carriera.

#### Nazionale
Dopo aver esordito nel 1995 con la nazionale Under-17 argentina, nel 1997 entra a far parte del giro della nazionale Under-20. Con la selezione giovanile, che può contare su futuri campioni del calibro di Walter Samuel, Esteban Cambiasso e Juan Román Riquelme, vince il campionato mondiale di categoria disputato nel 1997 in Malaysia. Sempre nel 1997 vince il campionato sudamericano Under-20 giocato in Cile, bissando il successo due anni dopo nell'edizione disputata in Argentina.
Esordisce con la nazionale maggiore nel 1999. Nello stesso anno viene convocato per la Copa América, mentre tre anni dopo partecipa al Mondiale in Corea del Sud e Giappone, chiusa con una deludente eliminazione nella fase a gironi. Nel 2005 è tra i convocati per la Confederations Cup, dove realizza un gol nella finale persa per 1-4 contro il Brasile. Nel 2006 partecipa al Mondiale in Germania, che vede gli argentini eliminati ai quarti di finale dalla nazionale ospitante. Nel 2007 è tra i convocati per la Copa América, conclusa al secondo posto dopo aver perso la finale per 3-0 nuovamente contro il Brasile. Chiude così la sua esperienza in nazionale, con un totali di 52 presenze e 8 reti.

### Allenatore
Nel 2017 viene nominato commissario tecnico della nazionale Under-17 argentina. Il 3 agosto 2018, dopo l'esonero di Jorge Sampaoli, viene scelto per affiancare Lionel Scaloni alla guida della nazionale maggiore. Con la quale vincerà nel novembre 2021 la Copa América, il 1º giugno 2022 la Coppa dei Campioni CONMEBOL-UEFA e il 18 dicembre 2022 il Campionato mondiale.

## Statistiche

### Presenze e reti nei club
Statistiche aggiornate al termine della carriera da calciatore.
| Stagione              | Squadra               | Campionato            | Campionato | Campionato | Coppe nazionali | Coppe nazionali | Coppe nazionali | Coppe continentali | Coppe continentali | Coppe continentali | Altre coppe | Altre coppe | Altre coppe | Totale | Totale |
| Stagione              | Squadra               | Comp                  | Pres       | Reti       | Comp            | Pres            | Reti            | Comp               | Pres               | Reti               | Comp        | Pres        | Reti        | Pres   | Reti   |
| --------------------- | --------------------- | --------------------- | ---------- | ---------- | --------------- | --------------- | --------------- | ------------------ | ------------------ | ------------------ | ----------- | ----------- | ----------- | ------ | ------ |
| 1996-1997             | River Plate           | PD                    | 1          | 0          | -               | -               | -               |                    | -                  | -                  |             | -           | -           | 1+     | 0+     |
| 1997-1998             | River Plate           | PD                    | 16         | 4          | -               | -               | -               | CL                 | 5                  | 2                  | -           | -           | -           | 16+    | 4+     |
| 1998-1999             | River Plate           | PD                    | 18         | 2          | -               | -               | -               | CM+CL              | 7+3                | 1+0                | -           | -           | -           | 18+    | 2+     |
| 1999-2000             | River Plate           | PD                    | 32         | 13         | -               | -               | -               | CM+CL              | 3+8                | 0+3                | -           | -           | -           | 32+    | 13+    |
| 2000-gen. 2001        | River Plate           | PD                    | 15         | 2          | -               | -               | -               | CM                 | 5                  | 1                  | -           | -           | -           | 15     | 2      |
| gen.-giu. 2001        | Valencia              | PD                    | 10         | 2          | CR              | 0               | 0               | UCL                | 8                  | 0                  | -           | -           | -           | 18     | 2      |
| 2001-2002             | Valencia              | PD                    | 33         | 4          | CR              | 1               | 0               | CU                 | 6                  | 2                  | -           | -           | -           | 40     | 6      |
| 2002-2003             | Valencia              | PD                    | 31         | 8          | CR              | 2               | 0               | UCL                | 11                 | 3                  | SS          | 2           | 0           | 46     | 11     |
| 2003-2004             | Valencia              | PD                    | 25         | 4          | CR              | 5               | 0               | CU                 | 8                  | 0                  | -           | -           | -           | 38     | 4      |
| 2004-2005             | Valencia              | PD                    | 31         | 4          | CR              | 1               | 0               | UCL+CU             | 3+2                | 1+1                | SS+SU       | 1+1         | 0+0         | 39     | 6      |
| 2005-2006             | Valencia              | PD                    | 32         | 5          | CR              | 2               | 0               | Int.               | 1                  | 0                  | -           | -           | -           | 35     | 5      |
| Totale Valencia       | Totale Valencia       | Totale Valencia       | 162        | 27         |                 | 11              | 0               |                    | 39                 | 7                  |             | 4           | 0           | 216    | 34     |
| 2006-2007             | Real Saragozza        | PD                    | 31         | 5          | CP              | 1               | 0               | -                  | -                  | -                  | -           | -           | -           | 32     | 5      |
| 2007-2008             | Real Saragozza        | PD                    | 22         | 0          | CP              | 2               | 0               | CU                 | 1                  | 0                  | -           | -           | -           | 25     | 0      |
| Totale Real Saragozza | Totale Real Saragozza | Totale Real Saragozza | 53         | 5          |                 | 3               | 0               |                    | 1                  | 0                  |             | -           | -           | 57     | 5      |
| 2008-2009             | Benfica               | PL                    | 22         | 1          | CP+CdL          | 2+4             | 0+1             | CU                 | 1                  | 0                  | -           | -           | -           | 29     | 2      |
| 2009-2010             | Benfica               | PL                    | 25         | 4          | CP+CdL          | 1+4             | 0+0             | UEL                | 11                 | 1                  | -           | -           | -           | 41     | 5      |
| 2010-2011             | Benfica               | PL                    | 23         | 5          | CP+CdL          | 6+4             | 1+0             | UCL+UEL            | 5+7                | 0+1                | SP          | 1           | 0           | 46     | 7      |
| 2011-2012             | Benfica               | PL                    | 24         | 2          | CP+CdL          | 2+4             | 0+0             | UCL                | 12                 | 1                  | -           | -           | -           | 42     | 3      |
| 2012-2013             | Benfica               | PL                    | 13         | 0          | CP+CdL          | 3+2             | 0+0             | UCL+UEL            | 2+1                | 0+0                | -           | -           | -           | 21     | 0      |
| Totale Benfica        | Totale Benfica        | Totale Benfica        | 107        | 12         |                 | 32              | 2               |                    | 39                 | 3                  |             | 1           | 0           | 179    | 17     |
| 2014                  | Johor Darul Ta'zim    | MSL                   | 8          | 2          | -               | -               | -               | -                  | -                  | -                  | -           | -           | -           | 8      | 2      |
| 2015                  | River Plate           | PD                    | 1          | 0          | CA              | 0               | 0               | CL                 | 0                  | 0                  | RS          | 0           | 0           | 1      | 0      |
| Totale River Plate    | Totale River Plate    | Totale River Plate    | 83         | 21         |                 | -               | -               |                    | 31                 | 7                  |             | 0           | 0           | 114    | 28     |
| 2018                  | Estudiantes RC        | TFA                   | 0          | 0          | CA              | 1               | 0               | -                  | -                  | -                  | -           | -           | -           | 1      | 0      |
| Totale carriera       | Totale carriera       | Totale carriera       | 413        | 67         |                 | 47              | 2               |                    | 110                | 17                 |             | 5           | 0           | 575    | 86     |

### Cronologia presenze e reti in nazionale
| Cronologia completa delle presenze e delle reti in nazionale ― Argentina | Cronologia completa delle presenze e delle reti in nazionale ― Argentina | Cronologia completa delle presenze e delle reti in nazionale ― Argentina | Cronologia completa delle presenze e delle reti in nazionale ― Argentina | Cronologia completa delle presenze e delle reti in nazionale ― Argentina | Cronologia completa delle presenze e delle reti in nazionale ― Argentina | Cronologia completa delle presenze e delle reti in nazionale ― Argentina | Cronologia completa delle presenze e delle reti in nazionale ― Argentina |
| Data                                                                     | Città                                                                    | In casa                                                                  | Risultato                                                                | Ospiti                                                                   | Competizione                                                             | Reti                                                                     | Note                                                                     |
| ------------------------------------------------------------------------ | ------------------------------------------------------------------------ | ------------------------------------------------------------------------ | ------------------------------------------------------------------------ | ------------------------------------------------------------------------ | ------------------------------------------------------------------------ | ------------------------------------------------------------------------ | ------------------------------------------------------------------------ |
| 9-6-1999                                                                 | Chicago                                                                  | Messico                                                                  | 2 – 2                                                                    | Argentina                                                                | Amichevole                                                               | -                                                                        | 83’                                                                      |
| 13-6-1999                                                                | Washington                                                               | Stati Uniti                                                              | 1 – 0                                                                    | Argentina                                                                | Amichevole                                                               | -                                                                        | 60’                                                                      |
| 4-6-2000                                                                 | Buenos Aires                                                             | Argentina                                                                | 1 – 0                                                                    | Bolivia                                                                  | Qual. Mondiali 2002                                                      | -                                                                        | 83’                                                                      |
| 19-7-2000                                                                | Buenos Aires                                                             | Argentina                                                                | 2 – 0                                                                    | Ecuador                                                                  | Qual. Mondiali 2002                                                      | -                                                                        | 76’                                                                      |
| 16-8-2000                                                                | Buenos Aires                                                             | Argentina                                                                | 1 – 1                                                                    | Paraguay                                                                 | Qual. Mondiali 2002                                                      | 1                                                                        |                                                                          |
| 3-9-2000                                                                 | Lima                                                                     | Perù                                                                     | 1 – 2                                                                    | Argentina                                                                | Qual. Mondiali 2002                                                      | -                                                                        |                                                                          |
| 15-11-2000                                                               | Santiago del Cile                                                        | Cile                                                                     | 0 – 2                                                                    | Argentina                                                                | Qual. Mondiali 2002                                                      | -                                                                        | 51’ 67’                                                                  |
| 28-2-2001                                                                | Roma                                                                     | Italia                                                                   | 1 – 2                                                                    | Argentina                                                                | Amichevole                                                               | -                                                                        | 81’                                                                      |
| 25-4-2001                                                                | La Paz                                                                   | Bolivia                                                                  | 3 – 3                                                                    | Argentina                                                                | Qual. Mondiali 2002                                                      | -                                                                        | 57’                                                                      |
| 3-6-2001                                                                 | Buenos Aires                                                             | Argentina                                                                | 3 – 0                                                                    | Colombia                                                                 | Qual. Mondiali 2002                                                      | -                                                                        | 79’                                                                      |
| 15-8-2001                                                                | Quito                                                                    | Ecuador                                                                  | 0 – 2                                                                    | Argentina                                                                | Qual. Mondiali 2002                                                      | -                                                                        | 59’                                                                      |
| 5-9-2001                                                                 | Buenos Aires                                                             | Argentina                                                                | 2 – 1                                                                    | Brasile                                                                  | Qual. Mondiali 2002                                                      | -                                                                        | 64’                                                                      |
| 7-10-2001                                                                | Asunción                                                                 | Paraguay                                                                 | 2 – 2                                                                    | Argentina                                                                | Qual. Mondiali 2002                                                      | -                                                                        | 80’                                                                      |
| 8-11-2001                                                                | Buenos Aires                                                             | Argentina                                                                | 2 – 0                                                                    | Perù                                                                     | Qual. Mondiali 2002                                                      | -                                                                        | 73’                                                                      |
| 14-11-2001                                                               | Montevideo                                                               | Uruguay                                                                  | 1 – 1                                                                    | Argentina                                                                | Qual. Mondiali 2002                                                      | -                                                                        | 78’ 82’                                                                  |
| 13-2-2002                                                                | Cardiff                                                                  | Galles                                                                   | 1 – 1                                                                    | Argentina                                                                | Amichevole                                                               | -                                                                        | 73’                                                                      |
| 27-3-2002                                                                | Ginevra                                                                  | Argentina                                                                | 2 – 2                                                                    | Camerun                                                                  | Amichevole                                                               | 1                                                                        |                                                                          |
| 17-4-2002                                                                | Stoccarda                                                                | Germania                                                                 | 0 – 1                                                                    | Argentina                                                                | Amichevole                                                               | -                                                                        | 31’                                                                      |
| 2-6-2002                                                                 | Kashima                                                                  | Argentina                                                                | 1 – 0                                                                    | Nigeria                                                                  | Mondiali 2002 - 1º turno                                                 | -                                                                        | 78’                                                                      |
| 7-6-2002                                                                 | Sapporo                                                                  | Argentina                                                                | 0 – 1                                                                    | Inghilterra                                                              | Mondiali 2002 - 1º turno                                                 | -                                                                        | 46’                                                                      |
| 12-6-2002                                                                | Rifu                                                                     | Svezia                                                                   | 1 – 1                                                                    | Argentina                                                                | Mondiali 2002 - 1º turno                                                 | -                                                                        |                                                                          |
| 12-2-2003                                                                | Amsterdam                                                                | Paesi Bassi                                                              | 1 – 0                                                                    | Argentina                                                                | Amichevole                                                               | -                                                                        |                                                                          |
| 30-4-2003                                                                | Tripoli                                                                  | Libia                                                                    | 1 – 3                                                                    | Argentina                                                                | Amichevole                                                               | 1                                                                        | 7’                                                                       |
| 8-6-2003                                                                 | Osaka                                                                    | Giappone                                                                 | 1 – 4                                                                    | Argentina                                                                | Kirin Cup                                                                | -                                                                        | 63’                                                                      |
| 11-6-2003                                                                | Seul                                                                     | Corea del Sud                                                            | 0 – 1                                                                    | Argentina                                                                | Amichevole                                                               | -                                                                        | 78’                                                                      |
| 20-8-2003                                                                | Firenze                                                                  | Argentina                                                                | 3 – 2                                                                    | Uruguay                                                                  | Amichevole                                                               | -                                                                        | 66’                                                                      |
| 6-9-2003                                                                 | Buenos Aires                                                             | Argentina                                                                | 2 – 2                                                                    | Cile                                                                     | Qual. Mondiali 2006                                                      | 1                                                                        |                                                                          |
| 9-9-2003                                                                 | Caracas                                                                  | Venezuela                                                                | 0 – 3                                                                    | Argentina                                                                | Qual. Mondiali 2006                                                      | 1                                                                        | 63’                                                                      |
| 15-11-2003                                                               | Buenos Aires                                                             | Argentina                                                                | 3 – 0                                                                    | Bolivia                                                                  | Qual. Mondiali 2006                                                      | 1                                                                        | 40’                                                                      |
| 19-11-2003                                                               | Barranquilla                                                             | Colombia                                                                 | 1 – 1                                                                    | Argentina                                                                | Qual. Mondiali 2006                                                      | -                                                                        | 71’                                                                      |
| 30-3-2004                                                                | Buenos Aires                                                             | Argentina                                                                | 1 – 0                                                                    | Ecuador                                                                  | Qual. Mondiali 2006                                                      | -                                                                        | 57’                                                                      |
| 2-6-2004                                                                 | Belo Horizonte                                                           | Brasile                                                                  | 3 – 1                                                                    | Argentina                                                                | Qual. Mondiali 2006                                                      | -                                                                        | 61’ 80’                                                                  |
| 4-6-2005                                                                 | Quito                                                                    | Ecuador                                                                  | 2 – 0                                                                    | Argentina                                                                | Qual. Mondiali 2006                                                      | -                                                                        | 74’                                                                      |
| 18-6-2005                                                                | Norimberga                                                               | Australia                                                                | 2 – 4                                                                    | Argentina                                                                | Conf. Cup 2005 - 1º turno                                                | -                                                                        | 73’                                                                      |
| 21-6-2005                                                                | Norimberga                                                               | Argentina                                                                | 2 – 2                                                                    | Germania                                                                 | Conf. Cup 2005 - 1º turno                                                | -                                                                        | 53’                                                                      |
| 26-6-2005                                                                | Hannover                                                                 | Messico                                                                  | 1 – 1 dts (5 – 6 dtr)                                                    | Argentina                                                                | Conf. Cup 2005 - Semifinale                                              | -                                                                        | 76’                                                                      |
| 29-6-2005                                                                | Francoforte                                                              | Brasile                                                                  | 4 – 1                                                                    | Argentina                                                                | Conf. Cup 2005 - Finale                                                  | 1                                                                        | 56’ 73’                                                                  |
| 12-10-2005                                                               | Montevideo                                                               | Uruguay                                                                  | 1 – 0                                                                    | Argentina                                                                | Qual. Mondiali 2006                                                      | -                                                                        | 61’                                                                      |
| 1-3-2006                                                                 | Basilea                                                                  | Argentina                                                                | 2 – 3                                                                    | Croazia                                                                  | Amichevole                                                               | -                                                                        | 68’                                                                      |
| 30-5-2006                                                                | Salerno                                                                  | Argentina                                                                | 2 – 0                                                                    | Angola                                                                   | Amichevole                                                               | -                                                                        | 76’                                                                      |
| 10-6-2006                                                                | Amburgo                                                                  | Argentina                                                                | 2 – 1                                                                    | Costa d'Avorio                                                           | Mondiali 2006 - 1º turno                                                 | -                                                                        | 90+3’                                                                    |
| 21-6-2006                                                                | Francoforte                                                              | Paesi Bassi                                                              | 0 – 0                                                                    | Argentina                                                                | Mondiali 2006 - 1º turno                                                 | -                                                                        | 80’                                                                      |
| 24-6-2006                                                                | Lipsia                                                                   | Argentina                                                                | 2 – 1 dts                                                                | Messico                                                                  | Mondiali 2006 - Ottavi di finale                                         | -                                                                        | 76’                                                                      |
| 11-10-2006                                                               | Murcia                                                                   | Spagna                                                                   | 2 – 1                                                                    | Argentina                                                                | Amichevole                                                               | -                                                                        | 56’                                                                      |
| 2-6-2007                                                                 | Basilea                                                                  | Svizzera                                                                 | 1 – 1                                                                    | Argentina                                                                | Amichevole                                                               | -                                                                        | 79’                                                                      |
| 5-6-2007                                                                 | Barcellona                                                               | Algeria                                                                  | 3 – 4                                                                    | Argentina                                                                | Amichevole                                                               | -                                                                        | 67’                                                                      |
| 28-6-2007                                                                | Maracaibo                                                                | Argentina                                                                | 4 – 1                                                                    | Stati Uniti                                                              | Coppa America 2007 - 1º turno                                            | 1                                                                        | 58’                                                                      |
| 5-7-2007                                                                 | Barquisimeto                                                             | Argentina                                                                | 1 – 0                                                                    | Paraguay                                                                 | Coppa America 2007 - 1º turno                                            | -                                                                        | 85’                                                                      |
| 8-7-2007                                                                 | Barquisimeto                                                             | Argentina                                                                | 4 – 0                                                                    | Perù                                                                     | Coppa America 2007 - Quarti di finale                                    | -                                                                        | 83’                                                                      |
| 11-7-2007                                                                | Puerto Ordaz                                                             | Messico                                                                  | 0 – 3                                                                    | Argentina                                                                | Coppa America 2007 - Semifinale                                          | -                                                                        | 86’                                                                      |
| 15-7-2007                                                                | Maracaibo                                                                | Brasile                                                                  | 3 – 0                                                                    | Argentina                                                                | Coppa America 2007 - Finale                                              | -                                                                        | 59’                                                                      |
| 10-10-2009                                                               | Buenos Aires                                                             | Argentina                                                                | 2 – 1                                                                    | Perù                                                                     | Qual. Mondiali 2010                                                      | -                                                                        | 76’                                                                      |
| Totale                                                                   |                                                                          | Presenze                                                                 | 52                                                                       |                                                                          | Reti                                                                     | 8                                                                        |                                                                          |

## Palmarès

### Giocatore

#### Club

##### Competizioni nazionali
- Campionato argentino: 5

River Plate: Apertura 1996, Clausura 1997, Apertura 1997, Apertura 1999, Clausura 2000
- Campionato spagnolo: 2

Valencia: 2001-2002, 2003-2004
- Coppa di Lega portoghese: 4

Benfica: 2008-2009, 2009-2010, 2010-2011, 2011-2012
- Campionato portoghese: 1

Benfica: 2009-2010

##### Competizioni internazionali
- Supercoppa Sudamericana: 1

River Plate: 1997
- Coppa UEFA: 1

Valencia: 2003-2004
- Supercoppa UEFA: 1

Valencia: 2004

#### Nazionale
- Campionato sudamericano Under-20: 2

1997, 1999
- Campionato mondiale Under-20: 1

1997

#### Individuale
- Equipo Ideal de América: 2

1999, 2000